# Matouš Ferdinand Sobek z Bílenberka
Matouš Ferdinand Sobek z Bílenberka, OSB, (ur. 19 września 1618 r. w Rajhradzie; zm. 29 kwietnia 1675 r. w Pradze) – czeski duchowny kościoła katolickiego, pierwszy biskup ordynariusz diecezji hradeckiej w latach 1664–1668, arcybiskup metropolita praski i prymas Czech od 1668 roku.

## Życiorys

### Edukacja i początki kariery
Mateusz Sobek urodził się w 1618 roku w Rajhradzie. Uczęszczał do szkoły przyklasztornej benedyktynów w Broumovie, a po jej ukończeniu studiował teologię w Ołomuńcu. W 1638 roku wstąpił do zakonu benedyktynów w Broumovie, gdzie otrzymał święcenia kapłańskie. Pracował następnie w parafiach zakonnych na terenie Czech. Po 1650 roku został opatem klasztoru św. Mikołaja w Pradze, a w 1655 był jedną z ważniejszych osobistości swojego zakonu w Czechach, stając się jednym ze współpracowników cesarza Leopolda I Habsburga, który przewidział go na biskupa planowanej diecezji hradeckiej.

### Biskup hradecki
Po trwających kilka miesięcy negocjacjach między dworem cesarskim, praską kurią metropolitarną i Stolicą Apostolską papież Aleksander VII zdecydował się w 1664 erygować diecezję hradecką, na której pierwszego ordynariusza powołał 10 listopada tego samego roku Mateusza Sobka. Konsekracja na biskupa odbyła się 15 marca 1665 roku w katedrze św. Wita w Pradze, a dokonał jej metropolita praski Ernst Adalbert von Harrach.
Od samego początku Mateusz Sobek zajął się organizacją nowego biskupstwa, z powodu braku pałacu biskupiego zamieszkując w klasztorze jezuitów.

### Arcybiskup praski
Po nagłej śmierci abpa Jana Viléma Libštejnskýego z Kolowrat został wyznaczony przez cesarza Leopolda I na jego następcę 11 marca 1669 roku. Prowizję papieską (zatwierdzenie przez papieża) otrzymał 4 maja tego samego roku, obejmując rządy w metropolii praskiej. Kontynuował akcję rekatolicyzacyjną Czech, nakazując duchownym przedstawianie raz do roku sprawozdania z realizacji tego zadania w ich parafiach. Nakazał używać duchownym języka czeskiego w kazaniach. Zorganizował obchody 700-lecia diecezji praskiej i kontynuował budowę katedry św. Wita w Pradze.
Nabył dla siebie i swoich następców zamki w Louňovicach pod Blaníkem i Příbramie. Zmarł w 1675 roku w Pradze i został pochowany w podziemiach miejscowej archikatedry.

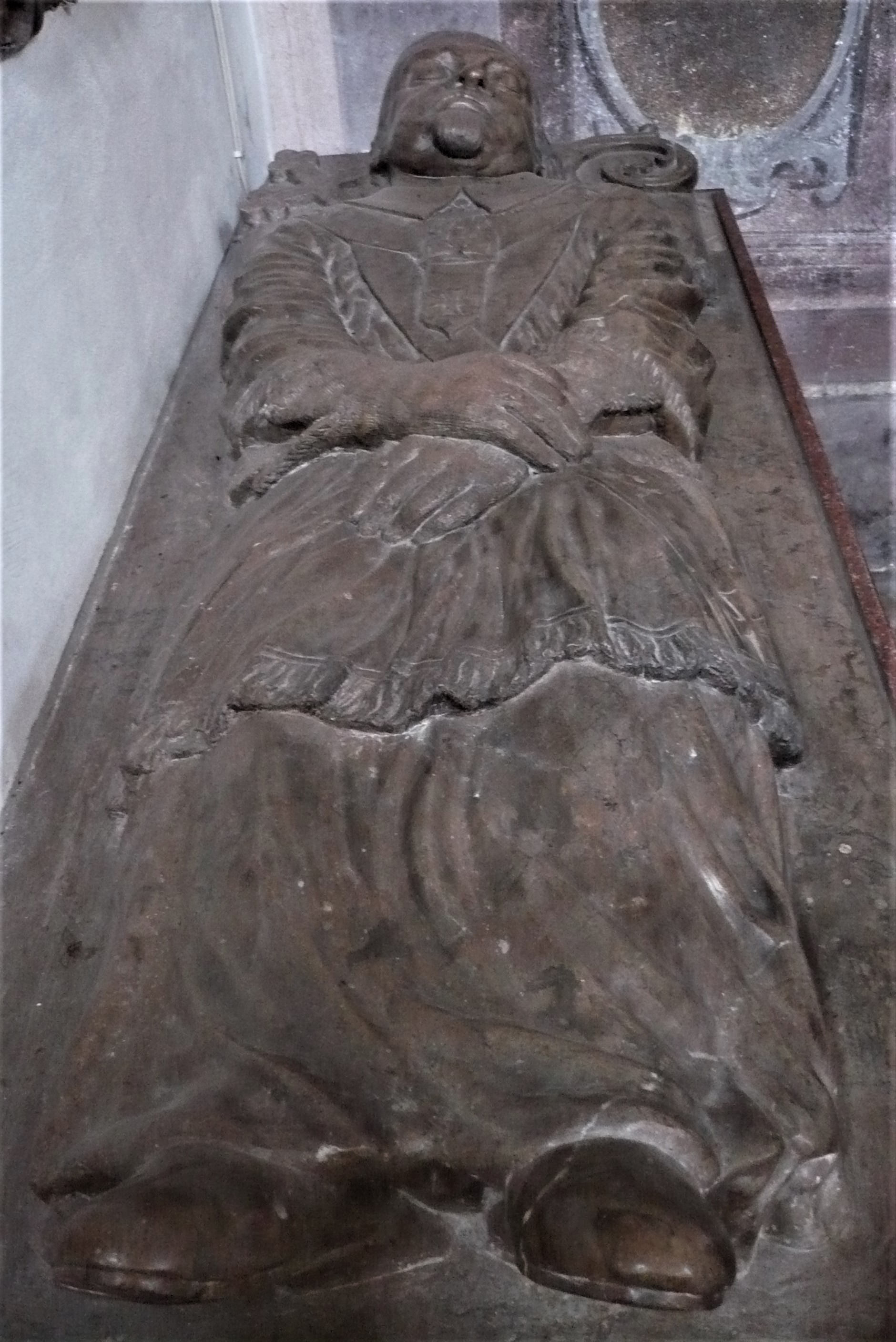
Kościół w Broumovie
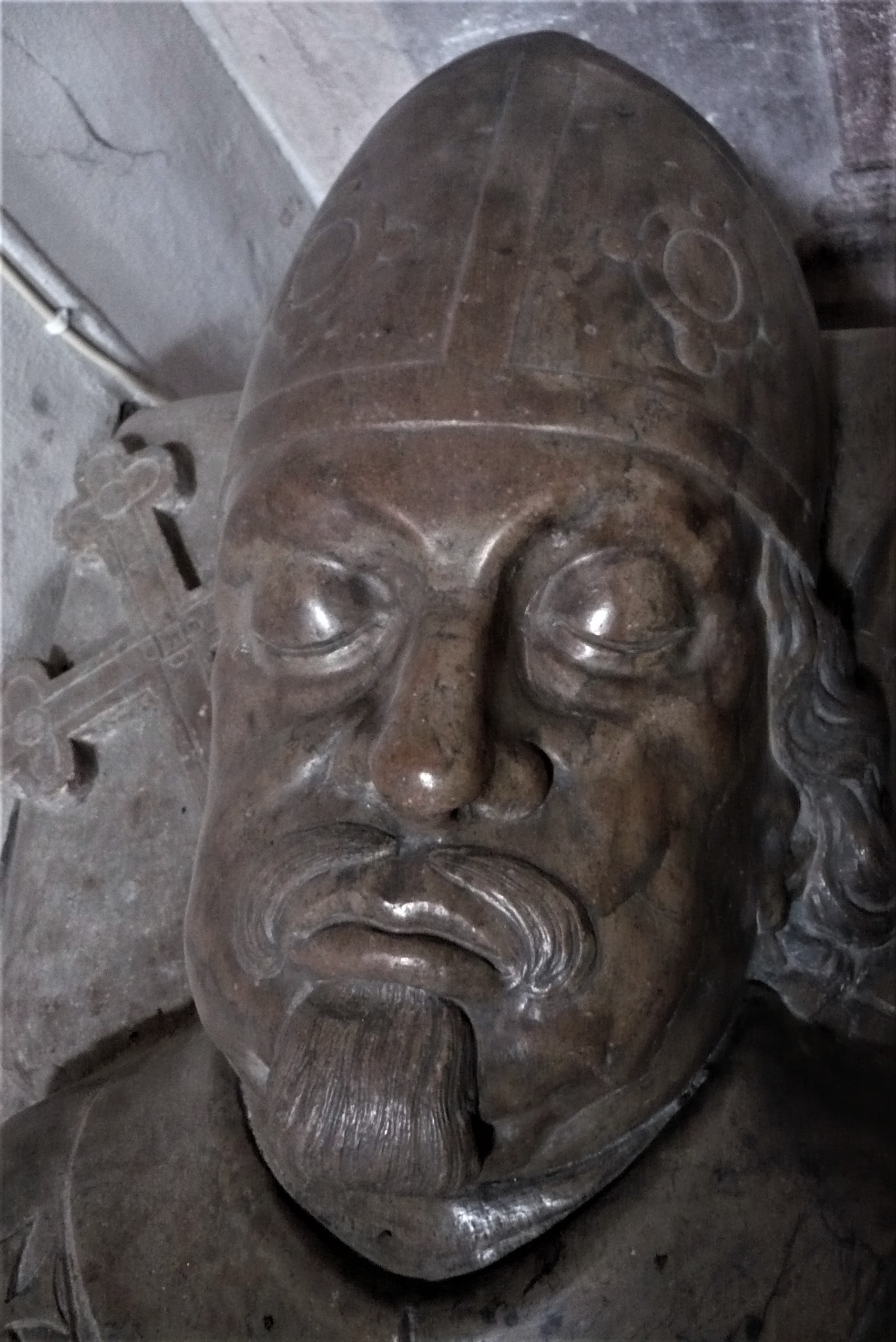
Kościół w Broumovie
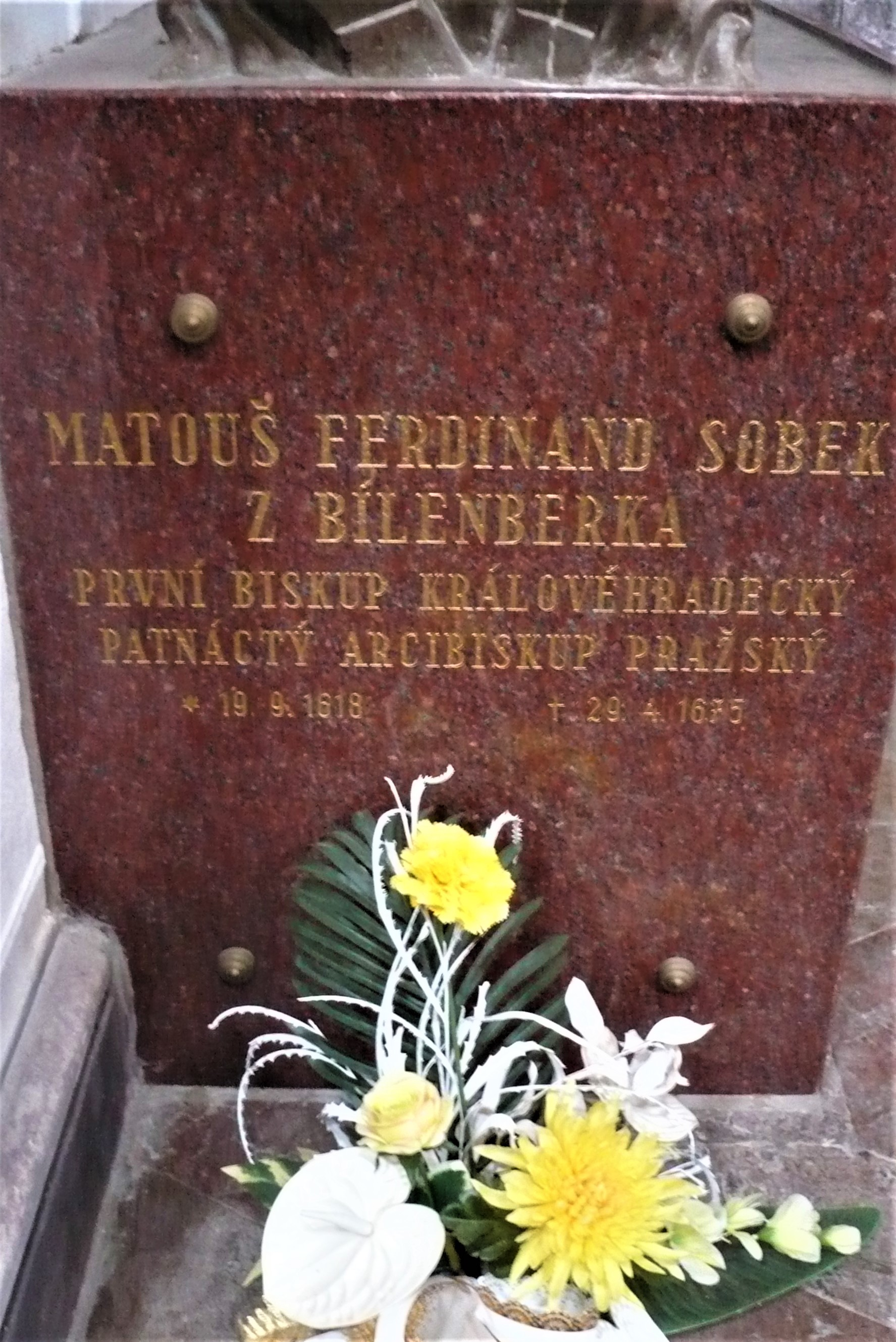
Kościół w Broumovie